# Melo miltonis
Melo miltonis, the southern bailer hoặc southern baler, là một ốc biển cỡ lớn, là động vật thân mềm chân bụng sống ở biển trong họ Volutidae, họ ốc dừa.

## Phân bố
This species distribution is restricted tới tây nam Úc.

## Môi trường sống
This species is found amongst shallow seagrass beds, on sand, và around reefs - at depths up to 20 m. The range extends from the Houtman Abrolhos, off the Tây Úcn coast, tới Nam Úc.

## Shell description
The length of this shell can be up to 450 mm, with distinctive cream và brown markings. Shells of this species have long been used by the peoples of Australia to carry hoặc remove water, hence the common name "bailer", which is also applied to many other volutes in this genus. The foot, which is very large, is also covered in concentric patterns of the same colours as the shell, và is often used to engulf prey.